# Барон Корбин
То́мас Пе́сток (англ. Thomas Pestock, род. 13 сентября 1984, Ленекса, Канзас) — американский рестлер и бывший игрок в американский футбол. Известен по выступлениям в WWE с 2012 по 2024 года под именем Ба́рон Ко́рбин (англ. Baron Corbin).
Песток — бывший нападающий лайнмен команд Национальной футбольной лиги (НФЛ) «Индианаполис Колтс» и «Аризона Кардиналс», а также трехкратный чемпион Golden Gloves и бывший чемпион по грэпплингу. Песток подписал контракт с WWE в 2012 году и был назначен на их развивающий бренд NXT под именем Барон Корбин. Он дебютировал в основном ростере на WrestleMania 32, выиграв Королевскую битву памяти Андре Гиганта. В 2017 году он выиграл мужской матч Money in the Bank и один раз титул чемпион Соединённых Штатов WWE. В 2018 году он стал генеральным менеджером Raw и начал вражду с Куртом Энглом, которая завершилась на WrestleMania 35, где Корбин победил его. Несколько месяцев спустя он выиграл турнир «Король ринга» в 2019 году, сменив таким образом свое имя на Король Корбин до июня 2021 года, когда он потерял корону. В 2024 году с Броном Брейккером выиграл турнир Dusty Rhodes Tag Team Classic, в ноябре его контракт с компанией истёк и он покинул в WWE.

## Личная жизнь
В 2017 году Песток женился на Рошель Роман. Они проживают в Тампе, Флорида, и имеют двух дочерей.
В память о своем отце, который умер в 2008 году от болезни Крейтцфельдта — Якоба, Песток носит на шее обручальное кольцо отца. Среди его многочисленных татуировок — портреты отца и деда на ноге, а также татуировки в память о его друзьях Райане Данне и Закари Хартвелле, членах команды «Чудаки», погибших в автокатастрофе в июне 2011 года.
Песток — болельщик команды «Канзас-Сити Чифс». Он считает, что Билл ДеМотт, Кори Грейвс, Билли Ганн, Кейн и Дасти Роудс помогли ему разработать рестлинг-образ. Он близко дружит с коллегами-рестлерами Тайлером Бризом и Шоном Спирсом. После бритья головы в июне 2018 года он пожертвовал свой хвостик на благотворительность.
Песток хорошо дружит с хэви-металлическим музыкантом Томми Векстом. Векст исполнял тематическую песню Пестока «I Bring the Darkness» с 2017 по 2021 год.
Песток хорошо дружит с Пэтом Макафи. Он и Макафи были товарищами по команде в «Индианаполис Колтс» и жили вместе во время их первого года обучения. Их объединяла любовь к рестлингу.

## Титулы и достижения
- Pro Wrestling Illustrated
  - Самый ненавистный рестлер года (2019)[12]
  - № 39 в топ 500 рестлеров в рейтинге PWI 500 в 2019[13]
- Revolver
  - Самый металлический спортсмен (2016)[14]
- Wrestling Observer Newsletter
  - Самый переоцененный (2018, 2019)[15][16]
  - Худший образ (2018) как «Констебль» Барон Корбин[15]
- WWE
  - Чемпион Соединённых Штатов WWE (1 раз)[17]
  - Мемориальный трофей Андре Гиганта (2016)[18]
  - «Король ринга» (2019)[19]
  - Dusty Rhodes Tag Team Classic (2024) — с Броном Брейккером
  - Командный чемпион NXT (1 раз) — с Броном Брейккером
  - Победитель Money in the Bank (2017)
  - Премия WWE по итогам года — самый ненавистный рестлер года (2018)[20]